# Utbildning på Åland
Åland har genom självstyrelselagen full självstyrelse inom utbildning. Skolsystemet har i huvudsak samma struktur som i Finland och övriga Norden. Undervisningsspråket i alla skolor är svenska.

## Grundskola
Den nioåriga grundskolan drivs av kommunerna och ger allmän grundutbildning. Engelska är ett obligatoriskt ämne, medan finska, franska och tyska är valbara språk. Skolorna är relativt små. I skärgården finns högstadieskolor som gör det möjligt för elever att läsa till årskurs 9 på hemorten under hela läroplikten.

## Gymnasial utbildning
Det teoretiska gymnasiet Ålands lyceum ger behörighet för universitets- och högskolestudier.  
Ålands yrkesgymnasium erbjuder utbildning inom bland annat sjöfart, handel, turism, kök, teknik, lantbruk och sjukvård. Dessa områden är centrala för Ålands ekonomi.

## Högre utbildning
De flesta studenter som fortsätter till högre utbildning studerar en tid i Sverige eller Finland. På Åland finns även Högskolan på Åland, som erbjuder utbildningar som leder till yrkeshögskoleexamen.

## Specialiserad utbildning
Sjöfartsutbildningen är samlad under Alandica Shipping Academy.

## Forskning
På Åland bedrivs även forskning i samarbete med universitet på fastlandet. Här finns Husö biologiska station och Nåtö biologiska station.